# Tchads nationalmuseum
Tchads nationalmuseum (franska: Musée National du Tchad) är ett museum i 
N'Djamena i Tchad.
Museet öppnade i provisoriska lokaler den 6 oktober 1962 och två år senare flyttades samlingarna till N'Djamenas tidigare rådhus. Museet fick namnet Chad National Museum, Fort-Lamy efter stadens namn under under kolonitiden. Samlingarna rymdes i fyra rum och var inriktade på paleontologi, förhistorisk tid protohistoria samt folkkonst, hantverk och  traditioner.
I november 2010 flyttade museet till nybyggda lokaler mittemot Tchads nationalforsamling.
Bland de utställda föremålen kan nämnas fossil av Sahelanthropus tchadensis, en utdöd hominid som vissa forskare anser vara den äldsta kända  arten i det mänskliga släktträdet.